# NoonChorus
NoonChorus is een Amerikaanse webgebaseerde dienst die het mogelijk maakt voor artiesten om via webstreams optredens te verzorgen. De dienst werd opgericht in april 2020 gedurende de coronapandemie en richt zich voornamelijk op onafhankelijke bands en artiesten. Zo hebben Angel Olsen, Guided by Voices, Japanese Breakfast en Yo La Tengo liveshows gestreamd via Noon Chorus.

## Geschiedenis
Andrew Jensen was werkzaam in dienstverlening voor hotels en artiestenmanagement. In april 2020, twee maanden nadat in de Verenigde Staten de coronapandemie tot maatregelen had geleid, richtte hij samen met zijn broer Alex NoonChorus op. Zes maanden na de oprichting had de start-up $1,5 mln opgehaald uit kaartverkopen.
Tegen de herfst van 2020 ging NoonChorus partnerschappen aan met The Hideout Inn in Chicago en Le Poisson Rouge in New York. De poppodia bieden abonnementen aan via NoonChorus. In oktober 2020 had de organisatie met 120 poppodia gewerkt en 300 shows gestreamd.

## Concurrentie
NoonChorus onderscheidt zich van concurrenten door alle opbrengsten uit kaartverkopen uit te keren aan de artiesten die zelf de prijs van de kaartjes kunnen bepalen. De organisatie verdient aan extra honoraria.